# Allobates tapajos
Espèce
Allobates tapajos est une espèce d'amphibiens de la famille des Aromobatidae.

## Répartition
Cette espèce est endémique du Pará au Brésil. Elle se rencontre dans le bassin du rio Tapajós.

## Description
Les mâles mesurent de 16,09 à 19,59 mm et les femelles de 17,97 à 20,84 mm.

## Étymologie
Son nom d'espèce lui a été donné en référence au lieu de sa découverte, le rio Tapajós.

## Publication originale
- Lima, Simões & Kaefer, 2015 : A new species of Allobates (Anura: Aromobatidae) from Parque Nacional da Amazônia, Pará State, Brazil. Zootaxa, no 3980(3), p. 501–525.